# Anna Battkeová
Anna Battkeová (* 3. ledna 1985, v Düsseldorfu) je německá atletka, závodnice atletického oddílu USC Mainz jejíž specializací je skok o tyči.

## Kariéra
V roce 2007 vybojovala bronzovou medaili na mistrovství Evropy do 22 let v Debrecínu. Na halovém MS 2008 ve Valencii obsadila ve finále osmé místo. V roce 2009 si vytvořila na halovém ME v italském Turíně výkonem 465 cm nový osobní rekord a získala bronzovou medaili. Stříbro vybojovala její krajanka Silke Spiegelburgová a zlato Ruska Julia Golubčiková. Na Mistrovství světa v atletice 2009 v Berlíně skončila společně s Ruskou Taťánou Polnovovou na sedmém místě.